# تيم روجرز (مغني)
تيم روجرز (بالإنجليزية: Tim Rogers)‏ هو عازف قيثارة ومغني وكاتب أغاني أسترالي، ولد في 20 سبتمبر 1969 في كالغورلي في أستراليا.

## وصلات خارجية
- الموقع الرسمي
- تيم روجرز على موقع IMDb (الإنجليزية)
- تيم روجرز على موقع ميوزك برينز (الإنجليزية)
- تيم روجرز على موقع ميوزك برينز (الإنجليزية)
- تيم روجرز على موقع ديسكوغز (الإنجليزية)